# Фатални жени
„Фатални жени“ (на английски: Heartbreakers) е американска криминална комедия от 2001 г. на режисьора Дейвид Мъркин. Във филма участват Сигорни Уийвър, Дженифър Лав Хюит, Рей Лиота, Джейсън Лий и Джийн Хекман. Филмът се явява последната филмова роля на Ан Банкрофт преди смъртта ѝ през 2005 г.